# دیوان انوری
دیوان انوری دیوان اشعار انوری ابیوردی است که از مهم‌ترین آثار ادب پارسی به حساب می‌آید و شامل قصاید، قطعات، غزلیات و رباعی‌های اوست. ابن یمین، سعدی، و ایرج میرزا از وی متأثرند. دیوان انوری بارها چاپ شده‌است که تاریخ چاپ‌سنگی آن به دویست سال قبل در هند و ایران زمان می‌رسانَد. معتبرترین چاپ حروفی و تصحیح آن ازآنِ محمدتقی مدرس رضوی در دو مجلد (جلد اول شامل قصاید و جلد دوم شامل قطعات و غزلیات و رباعی‌ها) است؛ و سعید نفیسی نیز آن را تصحیح و در یک مجلد چاپ کرده‌است. همچنین، اشعار انوری را می‌توان در دو کتاب مفلس کیمیافروش از محمدرضا شفیعی کدکنی و نیز حکمت شادان مشاهده کرد.
درعین‌حال، با توجه به یافت شدن اشعار جدیدی از انوری و وجود ضعف‌هایی در چاپ‌های سابقِ دیوان وی، چاپ منقح انتقادیِ دیوان وی ضروری می‌نماید.